# Aeroporto Manuel Quarta Mpunza
O Aeroporto Manuel Quarta Mpunza, também chamado de Aeroporto do Uíge (IATA: UGO, ICAO: FNUG) é um aeroporto público, localizado na cidade do Uíge, província do Uíge, centrado ao ponto oeste da capital, em Angola.
O aeroporto possuí uma pista de 2000 metros de comprimento e 17 metros de largura; sua faixa é de 65 metros e uma unidade de 213 pés, limitado em cada extremidade deslocada
Inaugurado em 1951, homenageia a Manuel Quarta Mpunza, enfermeiro, ex-guerrilheiro, político e diplomata angolano, que ocupou os mais altos postos políticos da província do Uíge.